# Християнські погроми в Ориссі

Індійський штат Одіша

Християнські погроми в Ориссі - хвиля насильства, що охопила північно-східний індійський штат Орисса (зараз Одіша) у 2008. Приводом для насильства стало вбивство лідера індуїстських націоналістів Свамі Лакшмананди Сарасваті, яке сталося 24 серпня. Вина за вбивство була покладена на місцеву християнську громаду, оскільки роком раніше він уже отримав поранення у сутичках із християнами. Індуїстські екстремісти спалювали християнські церкви та вигнали зі своїх місць тисячі християн. При цьому християни зазнавали принижень і побоїв.
В результаті погромів близько 60 християн вбито і близько 25 000 залишилися без даху над головою.
23 січня 1999 в Одіші індуїстський екстреміст живцем спалив у машині сплячого австралійського місіонера Грема Стейнса та двох його синів.